# Kalyar Platt
Kalyar Platt (* 2. Juni 1972 in Rangun, Birma) ist eine birmanische Ökologin und Naturschützerin.

## Leben
Platt ist die Tochter von Daw San San und U Nyunt Thein. Als junges Mädchen begleitete sie ihren Vater, einen Bauingenieur der Regierung, häufig auf die Baustellen von Wasserkraftdämmen, wo die Arbeiter Schildkröten sammelten und sie zu Nahrungszwecken in große Gruben warfen. Anfänglich fasziniert von der Vielfalt der Arten, war sie bald darauf entsetzt, als sie mit ansehen musste, wie der Lagerkoch die Schildkröten lebendig ausschlachtete. Diese frühe Auseinandersetzung mit unnötiger Grausamkeit war für sie ein Schlüsselerlebnis, das ihren Karriereweg prägen sollte.
Platt wuchs in Yangon (ehemals Rangun) auf und studierte an der University of Yangon, wo sie 1995 einen Bachelor of Science mit Auszeichnung erhielt und im Jahr 2000 zum Master of Science of Science graduierte. 1999 lernte sie ihren späteren Ehemann, den US-amerikanischen Herpetologen und Naturschützer Steven G. Platt kennen, den sie 2004 heiratete. Wohlwissend, dass die Universitäten in Myanmar von der regierenden Militärjunta jederzeit geschlossen werden könnten und in der Hoffnung auf ein Auslandsstudium, zog Platt nach Bangkok, wo sie für das Thailand-Programm der Wildlife Conservation Society arbeitete. Kurz darauf wurde sie in das Graduiertenprogramm der Chulalongkorn-Universität aufgenommen, wo sie 2007 unter der Leitung des thailändischen Biologen Kumthorn Thirakhupt mit einer Dissertation über die Ökologie der Südlichen Batagur-Schildkröte (Batagur affinis) zum Doktor promoviert wurde. Nach dem Abschluss ihres Studiums zog sie in die Vereinigten Staaten, wo ihr Mann eine Dozentenstelle an der Sul Ross State University in Alpine, Texas, angenommen hatte. Da für Kalyar Platt keine Arbeitsmöglichkeiten in Alpine vorhanden waren, zog sie zu ihren Schwestern nach Wingdale, New York, und nahm einen lukrativen Job auf einer Orchideenfarm an. 2010 kehrte Platt in ihr Heimatland zurück, wo sie Leiterin des Myanmar-Programms der Turtle Survival Alliance wurde. Einige Monate später folgte ihr Mann als Herpetologe der Wildlife Conservation Society in Südostasien.
Platt betreut Schutz-, Aufzucht- und Wiedereinfühungsprojekte für einige der seltensten Schildkrötenarten Südostasiens. Ihr erster Erfolg war die Wiederansiedelung der Burma-Landschildkröte (Geochelone platynota). Zu diesem Zweck organisierte sie einen nationalen Naturschutzworkshop und entwickelte gemeinsam mit den Teilnehmern einen Aktionsplan, der beschreibt, wie und wo diese ikonische Art wiederangesiedelt werden kann. Nach der Durchführung des Aktionsplans wurden bis 2017 ungefähr 1000 Burma-Landschildkröten erfolgreich im Minzontaung Wildlife Sanctuary ausgewildert. Ein weiteres Projekt ist die Bewahrung der Birmesischen Dachschildkröte (Batagur trivittata) vor der Ausrottung. Seit der Wiederentdeckung im Jahr 2002 leben noch zwölf ausgewachsene wildlebende Tiere dieser Art im Shwe Settaw Wildlife Sanctuary am Chindwin-Fluss. Platt startete ein Monitoring und beaufsichtigte das Einsammeln der Eier. Im Zoo von Mandalay wurde ein Zuchtprogramm aufgebaut und 2015 wurden die ersten Jungschildkröten in die Wildnis entlassen. 2009 gehörte sie neben ihrem Mann zu einem Team von Wissenschaftlern, dem nach fast zehnjähriger Suche die Wiederentdeckung einer Population von wildlebenden Exemplaren der vom Aussterben bedrohten Flachen Erdschildkröte (Heosemys depressa) in einem Elefantenreservat im Arakan-Joma-Gebirge in Myanmar gelang.
2015 erhielt Platt den Behler Turtle Conservation Award der IUCN/SSC Tortoise and Freshwater Turtle Specialist Group.